# 턱쇼니

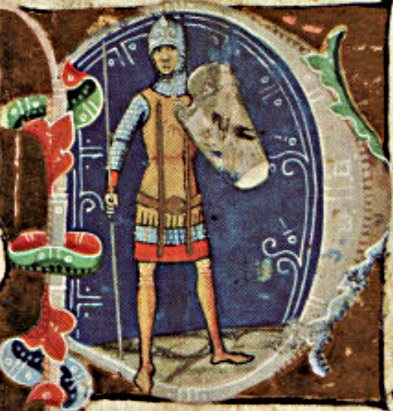
턱쇼니

턱쇼니(헝가리어: Taksony, 931년경 또는 931년 이전 ~ 970년대 초반)는 헝가리의 대공(재위: 955년경 ~ 970년대 초반)이다.
졸탄 대공의 아들이며 955년에 일어난 레히펠트 전투에서 헝가리가 패전한 이후에 헝가리의 대공으로 추대되었다. 그의 대공위는 아들인 게저가 승계받았다.